# تاجرونة
تاجرونة بلدية من بلديات ولاية الأغواط.

## الموقع
تقع بلدية تاجرونة في الجنوب الغربي لولاية الأغواط وقد كانت تابعة إداريا إلى بلدية آفلو حتى سنة 1976 م، وقد بنيت قرية حديثة شمال القصر القديم، تشمل على سكنات حديثة، وعدة مرافق. تاجرونة هي بلدية منذ 1984 م، تحدها من الشمال بلدية تاويالة ومن الشرق بلدية الغيشة ومن الجنوب بلدية عين ماضي ومن الغرب بلدية بريزينة التابعة لولاية البيض. تقع البلدة من سفح جبل لعمور بحوالي 20 كلم، وتبعد عن عاصمة الولاية بـحوالي 82 كلم.
| الغيشة   | تاويالة     |             |
| عين ماضي | إسم ؟       | ولاية البيض |
| عين ماضي | ولاية البيض |             |

## التأسيس
يعود تأسيس تاجرونة إلى السنوات ما بين 1613 م إلى 1616 م إلى الشيخ الولي الصالح سيدي محمد بن يوسف الذي اشتهر بعمله وصلاحه، حيث كانت له زاوية متنقلة، تقلد القضاء بمصر ثم استقر بـ لالماية ودفن بها، نقل رفاته إلى تاجرونة وتم تأسيس القصر.

## أصل السكان
سكان تاجرونة هم من سلالة الولي الصالح بن يوسف يوجد ضريحه في مدينة سعيدة وله ولدان هما الولي الصالح أحمد بن يوسف خميس مليانة
والثاني هو سيدي محمد بن يوسف الذي نتحدث عنه، خلف ثلاث أبناء وهم: أولاد الشناف يسكنون الغرب، وضريح سيدي شناف موجود بمنطقة كبالة بتاجرونة، أولاد ميهوب بالشرق وأولاد بن عيسى بالوسط. ومن ألقاب هذه القبيلة: بدراني، طيفوري، شنافي، سهلي، بوخطة، زرارقة، محمدي، بوبكري، حساني، سماعيني، هاشمي، حرزلي، خليلي، النوي، ماحي، بعيط، عروسي...الخ.

بينت الإحصائيات القديمة أن تاجرونة كان لها في سنة 1844 م عدد من المنازل يقدر بـ 63 مسكنا يسكنها 44 ساكن وفي سنة 1956 م بها 42 عائلة تجمع 326 ساكن ولا شك أن سنوات المجاعة كان لها اليد في هجرة السكان إلى آفلو والأغواط.

لقد كان نمو السكان في القصر مستمر، كما شهدت تاجرونة قدوم واستقرار بعض سكان البدو الذين كانوا بضواحي المنطقة، وأما السكان الذين مازلوا يقيمون بالقصر فأغلبهم استقرو حديثا، فهم يتجمعون بمنازل حديثه موجودة جهة السور الشمالي والشرقي للقصر.
- شاركت تاجرونة في الحياة البدوية، حيث كانت تساهم في تخزين حبوب الرحل مقابل خمس المخزون، خاصة قبيلة أولاد يعقوب زرارة التي اندمجت معهم اجتماعيا وإداريا في الخمسينات.
- سكنت المنطقة قبيلة الماية البربرية. يقول أبن خلدون:«وأما ألماية فهم من البرابرة البتر كانو طواغن بإفريقيا والمغرب وكان جمهورهم بالمغرب الأوسط موطنهم بتخومه مما يلي الصحراء... وأما الماية فاندثروا وهلكو بهلاك مصيرهم الذي اختاروه...» شيدت القبيلة قصر معروف بها لكن ما لبث الاستعمار إلا ومحى آثار القصر. ومل أثر انقراض ألماية عمر مصرها أولاد الغربي السكان الحاليون للخضراء بتاويالة، ولما دفع المخاليف الرحل المذابيح السكان الحاليين من بريان بقي بعضهم بضاية بن ضحوة وهاجر البعض الآخر إلى الماية فعمروها ومعهم اليوم فئة من أهل الوكال وأولاد سيدي طيفور.

## لالماية
قرية تابعة لبلدية تاجرونة تقع قرب الحدود مع ولاية البيض حيث تحدها غربا بلدبة بريزينة، تسعى لتكون بلدية بحد ذاتها فهي تتمتع بكل مقومات البلدية من عدد سكان ومساحة ومقومات سياحية...
سكنها الشيخ الولي الصالح سيدي محمد بن يوسف مؤسس قصر تاجرونة الذي اشتهر بعمله وصلاحه خلال القرن السابع عشر، حيث كانت له زاوية متنقلة، تقلد القضاء بمصر ثم استقر بـ لالماية ودفن بها، نقل رفاته إلى تاجرونة وتم تأسيس القصر.

## السياحة
تشترك بلدية تاجرونة مع بلدية سيدي طيفور بـولاية البيض على موقع سياحي هام يعرف بكاف الملح، هذا الجبل الملحي الذي يخترقه واد يعد إحدى الوجهات السياحية في البلاد.
جبل الملح الذي يعتبر من أقدم الطبقات الجيولوجية على مستوى الأطلس الصحراوي، إرث طبيعي اقتصادي وسياحي بالمنطقة يمكن أن ينعش السياحة الداخلية إذا ما لقي الاهتمام والتهيئة المناسبة، يزخر بالمياه التي تجري بالوادي، والصخور التي تشبه البقايا البركانية، وما أعطى هذه المنطقة الشهرة، هي مغارة “كاف الملح” التي سميت نسبة إلى الاملاح المترسبة بها التي تشبه في جمالها منظر اللؤلؤ حين تداعبه أشعة الشمس.
يزخر بالمياه التي تجري بالوادي، والصخور التي تشبه البقايا البركانية، وما أعطى هذه المنطقة الشهرة، هي مغارة “كاف الملح” التي سميت نسبة إلى الاملاح المترسبة بها التي تشبه في جمالها منظر اللؤلؤ حين تداعبه أشعة الشمس.